# Banco Agrícola Mercantil
Banco Agrícola Mercantil foi um banco brasileiro, fundado no Rio Grande do Sul que em 1967 foi fundido com o Banco Moreira Salles, resultando no Unibanco, atualmente parte do Itaú.
Surgiu na cidade de Santa Cruz do Sul, com a denominação Caixa de Economia e Empréstimos, em 1904, mudando seu nome sucessivamente para Caixa Cooperativa Santa Cruzense e Banco Agrícola-Mercantil Ltda., em 1938. Sua fundação deu-se com auxílio do padre Theodor Amstad, que vinha percorrendo o estado do RIo Grande do Sul e auxiliando na criação de cooperativas de crédito.
No ano de 1929, apesar dos primeiros sintomas da grande depressão econômica mundial, estava em franca expansão e [romovia a abertura de novos departamentos no interior e realizava transações bancárias de maior volume. Em outubro, foram nomeados correspondentes nas cidades de Ijuí e Santo Ângelo. O banco sofreu mais com a Revolução de 1930 do que com a crise mundial. Em 1938, se transformou em Banco Agrícola Mercantil Ltda., com agências espalhadas em várias cidades do estado. A partir de 1943, passou a ser chamado de Banco Agrícola Mercantil S/A. e, em 1946, transferiu a sua sede para Porto Alegre e a diretoria do banco abriu mão de seus cargos, que passaram a ser ocupados exclusivamente por técnicos especializados.
Terminou sua sede própria no Edifício Santa Cruz em Porto Alegre inaugurada em 1966; em 1959 estava no Rio de Janeiro, com sua 82a casa; em 1961 instalou-se em São Paulo, em Belo Horizonte e Taguatinga; em 1962 inaugurou a agência de Curitiba, no ano seguinte em Salvador e Recife.
Em 1962 estava entre os 20 maiores bancos do Brasil, em 1964 tinha 120 agências e 2199 funcionários. Em 1965 assumiu o controle acionário do Banco Mazza do Rio de Janeiro, com suas 10 agências, 6 delas no Rio e as outras em São Paulo.
Fundiu com o Banco Salles em abril de 1967, ajudado pelo fato dos bancos terem redes bem distintas de agências, além das safras agrícolas serem em períodos distintos, ampliando as oportunidades de financiamento. O nome foi mudado para União de Banco Brasileiros, a sede foi transferida para o Rio de Janeiro, formando uma rede de 330 agências, em 10 estados brasileiros. A presidência, vice-presidências e duas diretorias ficaram com executivos do Moreira Salles, enquanto os diretores do Agrimer ficaram com cargos na diretoria executiva, por isso tratou-se mais de uma incorporação do que uma fusão.